# باتريسيا ألفارادو نونيز
باتريسيا ألفارادو نونيز (بالإسبانية: Patricia Alvarado Nuñez؛ بالإنجليزية: Patricia Alvarado Nuñez) هي كاتِبة وصحفية بنمية وأمريكية، ولدت في 1967.

## وصلات خارجية
- باتريسيا ألفارادو نونيز على موقع IMDb (الإنجليزية)